# Houston Airport
Houston Airport är en flygplats i Kanada.   Den ligger i provinsen British Columbia, i den centrala delen av landet, 3 700 km väster om huvudstaden Ottawa. Houston Airport ligger 645 meter över havet. Den ligger vid sjön Barrett Lake.
Terrängen runt Houston Airport är kuperad åt nordväst, men åt sydost är den platt. Runt Houston Airport är det glesbefolkat, med 19 invånare per kvadratkilometer.. Närmaste större samhälle är Houston, 8,2 km sydost om Houston Airport. 
I omgivningarna runt Houston Airport växer i huvudsak barrskog.